# Forêt du bassin du Congo
Pour les articles homonymes, voir Congo.
 (janvier 2017).
La forêt du bassin du Congo en Afrique centrale est le deuxième massif forestier tropical après la forêt amazonienne. Elle couvre près de trois millions de km2 et est partagée entre six pays, le Cameroun, la République centrafricaine, la République du Congo, la république démocratique du Congo, le Gabon et la Guinée équatoriale.
En raison de la surexploitation du bois, notamment par les entreprises étrangères, la déforestation est importante. Les dégâts sont écologiques avec une diminution de la biodiversité mais les conséquences sont aussi économiques avec la perte de ressources financières à long terme.
La forêt du bassin du Congo est habitée par l'homme depuis plus de 50 000 ans. Le peuple indigène de la forêt du bassin du Congo est connu sous le nom de pygmées ou peuple autochtone.
En 2013, le bassin du Congo présente un couvert forestier de plus de 268 millions d’hectares. Il dispose de plus de 170 millions d’hectares de forêt dense humide et plus de 116 millions d’hectares d’autres types de couverts forestiers (forêts claires, savanes arborées),.

## Écologie

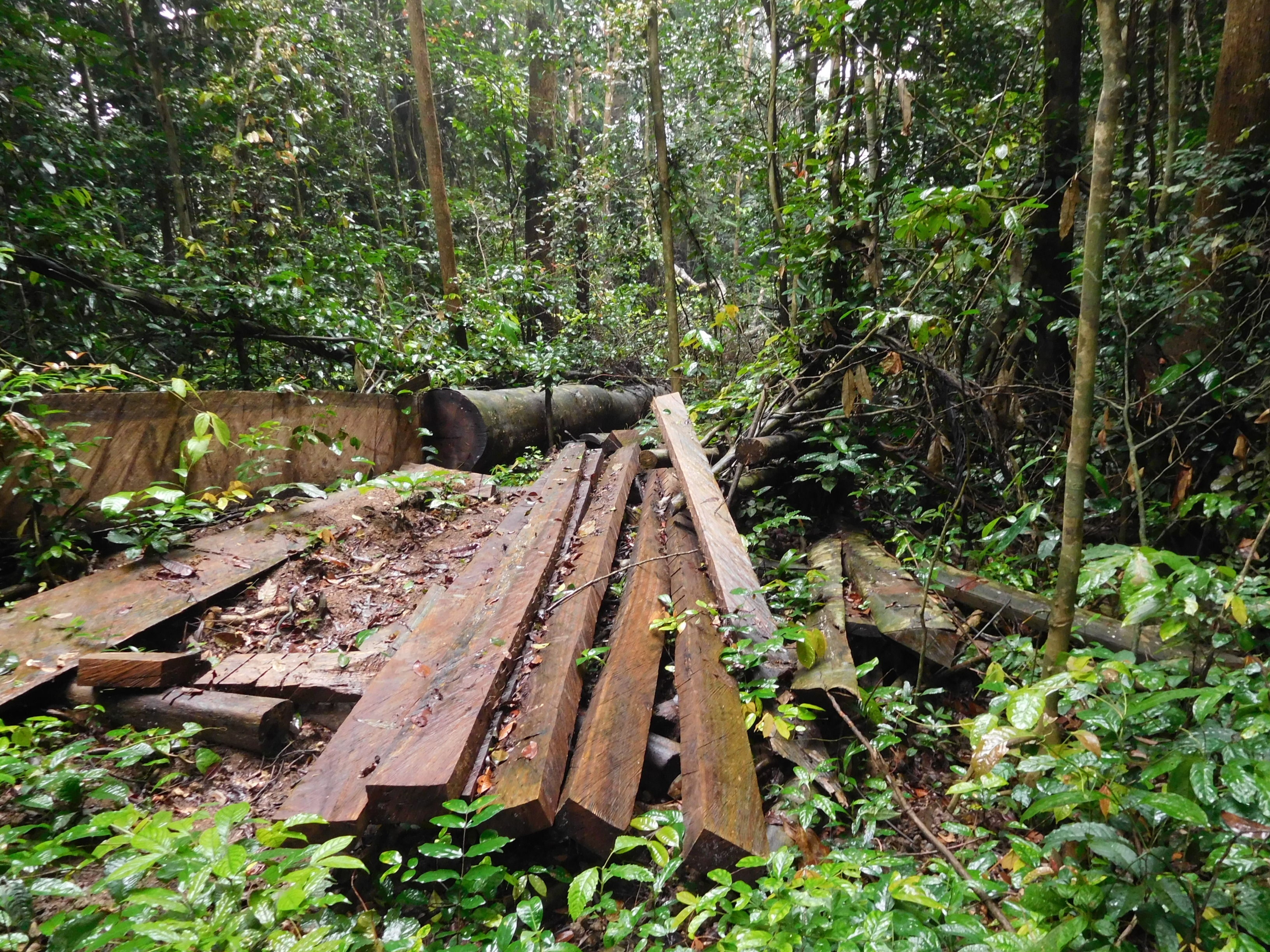
Abattage d'arbres au Cameroun.

Les  forêts du bassin du Congo forment l'une des dernières réserves de biodiversité où les forêts primaires sont interconnectées et permettent des mécanismes biologiques sans perturbation.
La forêt du bassin du congo compte plus de 10 000 espèces de plantes, un millier d'oiseaux, 700 espèces de poissons et 400 espèces de mammifères. Au nord et au sud, les forêts deviennent une mosaïque de savanes arborées, de forêts sèches, de savanes et de prairies. À l'ouest, les forêts congolaises font progressivement place aux forêts de Guinée, qui s'étendent du Gabon occidental et du Cameroun jusqu'au sud du Nigeria et du Bénin ; ces zones forestières partagent de nombreuses similarités, et sont parfois connues comme les forêts guinéo-congolaises. À l'est, les forêts des basses-terres congolaises aboutissent sur les forêts de montagne qui couvrent les montagnes longeant le rift Albertin, une branche du système du Rift d'Afrique de l'Est. Les forêts congolaises sont l'une des écorégions mondiales.
La forêt du bassin du Congo est la deuxième forêt tropicale du monde; elle couvre six États, et contient un quart de ce qu'il reste de la forêt tropicale sur Terre. Avec une perte annuelle de 0,3 % durant les années 2000, la région possède le plus bas taux de déforestation de toutes les zones forestières majeures.
La faible pression démographique, l'accès difficile et le manque d’infrastructures ont permis de protéger le couvert forestier de cette région du monde pendant une longue période. D’après Ernst et al. (2013), la déforestation annuelle est passée de 0,13 % dans la période 1990 à 2000 à 0,26 % dans la période 2000 à 2005. Cependant l’augmentation de la pression démographique entraine une demande accrue en produits agricoles et en bois de feu prélevés au détriment du couvert forestier.
La pratique de la culture sur brûlis  et l'extension des terres agricoles a notamment été analysée comme l'un des facteurs principaux de la déforestation en République démocratique du Congo.

### Gabon
La forêt couvrait plus de 88 % du territoire gabonais en 2010. Le taux de déforestation net est de 0,34 % pour la période allant de 1990 à 2000. Elle était principalement liée à l’exploitation forestière et à l’ouverture des routes ainsi qu’à la conversion de terres forestières en cultures, prairies ou savanes. La période 2000-2010 est caractérisée par un taux de déforestation observé de 0,09 % (pas significativement différent de zéro). D’après Ernst et al. (2013), la diminution de la déforestation nette est liée à l’augmentation de la reforestation brute plutôt qu’à la diminution de la déforestation brute.
Les principales explications du ralentissement de la déforestation nette sont la combinaison de la faible densité de population, de la faible dynamique agricole et de l’obligation des exploitants forestiers à réaliser des plans d’aménagement ainsi que la création des 13 parcs nationaux en 2002 à la suite du Sommet de la Terre de Johannesburg. Toutes ces raisons entraîneraient une recolonisation par la forêt des zones agricoles abandonnées ainsi que des routes forestières inutilisées. Mais il est possible également que la différence entre les deux périodes ne soit tout simplement pas significative et que le Gabon constitue donc depuis deux décennies un pays à très faible déforestation.

## Politique
En 1999, à Yaoundé, un sommet des chefs d’État des pays concernés (Cameroun, République centrafricaine, Gabon, Congo-Brazzaville, Congo-Kinshasa, Guinée équatoriale, Tchad) a lancé un processus devant permettre une meilleure gestion des ressources forestières en attribuant de façon plus transparente les concessions et en instaurant des normes permettant la régénération de la forêt.
En 2002, lors du sommet de la terre à Johannesburg, a été lancé un partenariat pour le bassin du Congo regroupant les États-Unis, la France, les États de la COMIFAC, les bailleurs de fonds et les ONG. Des aides financières devaient permettre d'améliorer la gestion des massifs forestiers en promouvant l'aménagement durable des forêts d'exploitation et en créant des zones de protection couvrant de 10 à 15 % du massif. Soucieux d'apporter une réponse concrète à cet engagement, le Gabon a, le 30 août 2002, créé un réseau de treize parcs nationaux couvrant 11,25 % de son territoire. L'annonce de cette initiative avait été faite par le Président de ce pays, Omar Bongo, le 4 septembre 2002 a Johannesbourg.
Certaines ONG internationales de l’environnement restent très critiques, comme Greenpeace qui réclame un moratoire sur l’ouverture de nouvelles concessions. D'autres ONG, comme le World Resource Institute ou le World Wide Fund for Nature ont entrepris une démarche de dialogue avec les exploitants forestiers pour les amener à des pratiques d'aménagement forestier durable.
Le 5 février 2005, s’est tenu à Brazzaville le deuxième sommet qui a réuni les chefs d’États des pays concernés. Les présidents du Cameroun Paul Biya, du Gabon Omar Bongo Ondimba, du Tchad Idriss Déby, de la République centrafricaine François Bozizé et de Guinée équatoriale Teodoro Obiang Nguema Mbasogo ainsi que le président français Jacques Chirac étaient présents. Ils ont approuvé un plan d’action commun et signé un traité créant une Commission des forêts d'Afrique centrale (Comifac) pour renforcer le partenariat international lancé en 2002 à Johannesburg. Ce traité a été signé par le Congo-Brazzaville, le Congo-Kinshasa, le Gabon, le Tchad, le Cameroun, la Guinée équatoriale, la République centrafricaine, le Burundi, le Rwanda et Sao Tomé-et-Principe. L’Angola devrait rejoindre ces pays prochainement. Les chefs d'État des pays du bassin du Congo ont également  adopté le principe d'une taxe sur « la faune et les produits forestiers exportés » pour faire face à l’insuffisance de l’aide financière de la communauté internationale. Toutefois, la question du financement des activités de conservation dans cette sous-région reste entière. Certains pays explorent actuellement les voies menant à la création de Fonds fiduciaires. Mais, au regard de leur régime juridique, ces mécanismes ne sont pas toujours évidents à mettre en place, entendu qu'ils correspondent davantage à la Common law qu'au droit civil.
Du 26 au 28 octobre 2023, Brazzaville a abrité le sommet des trois grands Bassins forestiers tropicaux de la planète : Amazonie, Congo et Bornéo Mekong. Deuxième sommet du genre, ses principaux objectifs étaient, entre autres, de construire une coalition mondiale pour accélérer la transition énergétique et de renforcer la collaboration entre ces bassins, reconnus comme les grands poumons de la planète. Lors de ce sommet, le president de la République démocratique du Congo, Félix Tshisekedi  a déploré ce qu'il appelle un activisme armé qui met à mal l'écosystème du parc de Virunga (Est de la RDC) et à pointé la responsabilité de Kigali dans ce fleau.

## Exploitation et certifications
Environ 20 % à 25 % du bois est certifié FSC. Ce bois est destiné à l'exportation plutôt à la France, le reste étant pour la Chine et l'Inde.